# Max Mensing
Max Christian Erich Mensing (* 11. August 1886 in Hamburg; † 3. Mai 1945 in Berlin-Charlottenburg) war ein deutscher Tenor und Schauspieler. 
Mensing war der Sohn des Chirurgen Dr. med. Johannes Hartwig Christian Mensing und dessen Ehefrau Helene, geborene Noodt. 1911 lässt sich in Hamburg ein erster Auftritt als Konzertsänger nachweisen. Von 1912 bis 1914 vervollkommnete er seine Gesangsausbildung bei Alfredo Cairati am Stern’schen Konservatorium in Berlin. Während des Ersten Weltkrieges erwarb sich "Der Berliner Konzertsänger Max Mensing [...] an der Ostfront, namentlich in Bjalystok, mit dem Vortrage schönster deutscher Lieder viele Anerkennung". Den Höhepunkt seiner Karriere erreichte er im Berlin der Weimarer Republik als Sänger tagesaktueller Schlager. Zwischen 1924 und 1938 war er an mehr als 500 Schallplattenaufnahmen namhafter Berliner Tanzorchester beteiligt. Mitte der 1930er Jahre ebbte Mensings Erfolg ab, seine Tätigkeit als Sänger erstreckte sich jedoch noch bis zum Ende des Jahrzehnts. In dem Film Es leuchten die Sterne (1938) lieh Mensing seine Stimme einem Schauspieler, in Der Gouverneur (1939) spielte er eine Nebenrolle.
Mensing nahm in seiner Wohnung in Berlin-Charlottenburg während der Schlacht um Berlin in den letzten Tagen des Zweiten Weltkriegs Gift. Er wurde bestattet in der Kriegsgräberstätte des Luisenfriedhofs I (Block A, Reihe 3, Grab 28).